# Керівники Чернігівської області
Чернігівська область була утворена 15 жовтня 1932 року.

## Голови Чернігівського обласного виконавчого комітету
1. Голубятніков Михайло Данилович — жовтень 1932 — 1934 р.
2. Загер Соломон Якимович — 1934 — 1937 рр.
3. Богатирьов Георгій Олексійович — 1937 − 1937 рр.
4. Соколов Влас Савович — 1937 − 1938 рр.
5. Костюченко Сергій Пилипович — 1938 — 1941 рр., 1943 - 1949 рр.
6. Капранов Василь Логвинович — 1949 — 1950 рр.
7. Ванденко Леонід Степанович — 1950 — 1959 рр.
8. Куманьок Порфирій Хомич — вересень 1959 - лютий 1961 рр.
9. Борисенко Микола Михайлович — 1961 - січень 1963 рр.
10. Горбань Борис Павлович — січень 1963 - грудень 1964 рр.(промислового)
11. Замула Василь Никифорович — січень 1963 - грудень 1964 рр.(сільського),  грудень 1964 - 1973 рр.
12. Філоненко Віктор Лазарович — 1973 - 1981 рр.
13. Нікуліщев Володимир Михайлович — 1981 — 1984 рр.
14. Гришко Михайло Васильович — 1984 — 14 січня 1990 рр.
15. Лисенко Олександр Степанович — березень 1990 — березень 1992 р.

## Перші секретаріЧернігівського обласного комітету КПУ
1. Маркітан Павло Пилипович — жовтень 1932 — 20 серпня 1937 р.
2. Михайлов Олексій Дмитрович — в.о. серпень 1937 — квітень 1938 рр.
3. Федоров Олексій Федорович — квітень 1938 — березень 1943 рр.
4. Попудренко Микола Микитович — березень — 7 липня 1943 рр.
5. Кузнецов Михайло Георгійович — 12 вересня 1943 — січень 1948 р.
6. Рогинець Михайло Георгійович — 3 березня 1948 — 18 вересня 1953 рр.
7. Марков Василь Сергійович — 18 вересня 1953 — 17 липня 1955 рр.
8. Куманьок Порфирій Хомич — 17 липня 1955 — 10 вересня 1959 рр.
9. Дорошенко Петро Омелянович — 10 вересня 1959 — 10 січня 1963 рр
10. Борисенко Микола Михайлович — 11 січня 1963 - грудень 1964 рр. (сільського), грудень 1964 - квітень 1970 рр.
11. Ясинський Леонід Васильович — 15 січня 1963 - грудень 1964 рр.(промислового)
12. Уманець Микола Васильович — квітень 1970 — 8 січня 1984 рр.
13. Палажченко Леонід Іванович — 8 січня 1984 — 13 січня 1990 рр.
14. Лісовенко Василь Трохимович — 22 січня 1990 — 23 квітня 1991 рр.
15. Шаповал Петро Дмитрович — 23 квітня — серпень 1991 рр.

## Голови Чернігівської обласної державної адміністрації

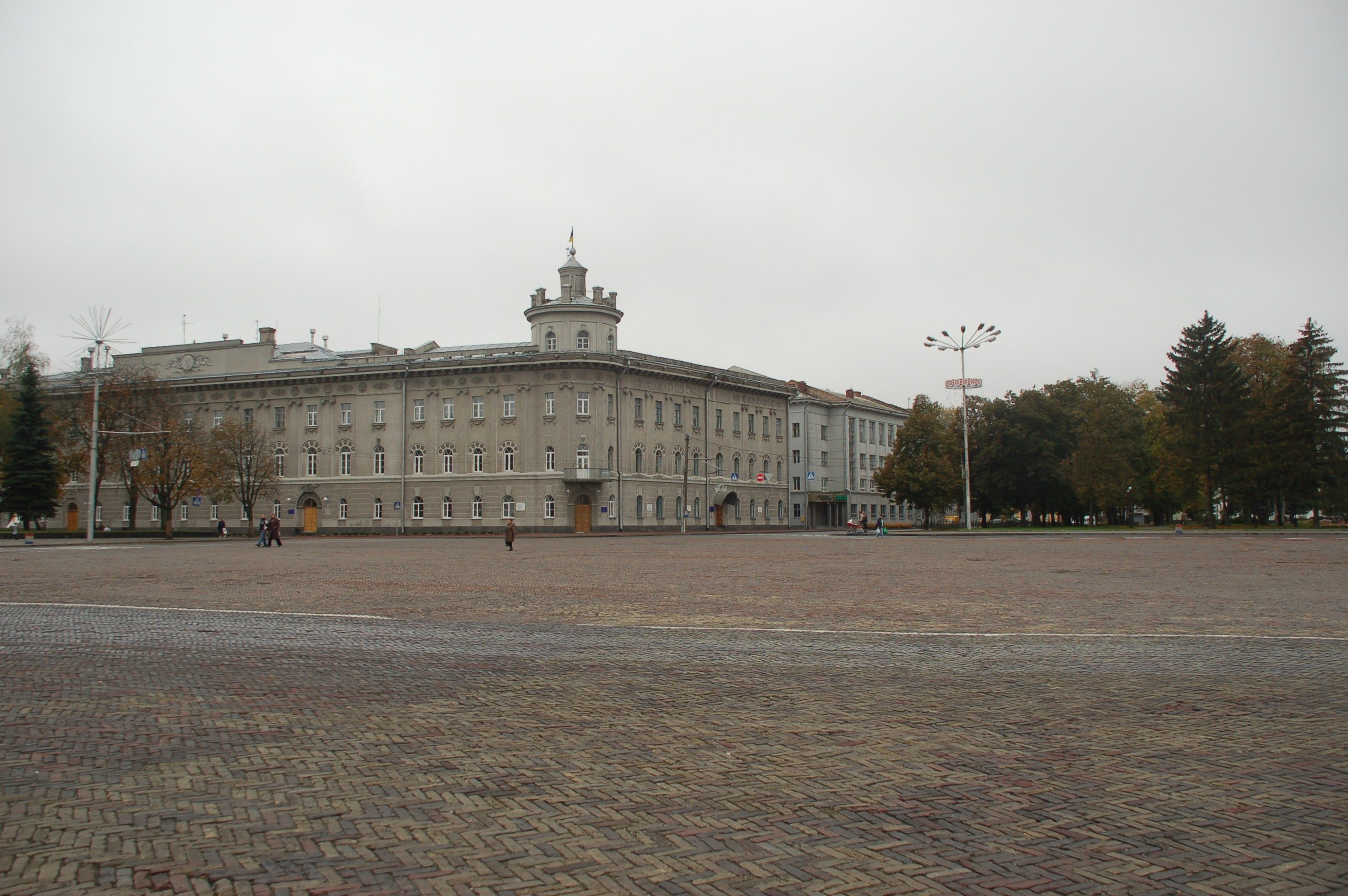
Чернігівська облдержадміністрація

1. Мельничук Валентин Васильович — 23 березня 1992 — липень 1994 — представник Президента України в Чернігівській області;
2. Шаповал Петро Дмитрович — 13 липня 1995 — 30 квітня 1998;
3. Каскевич Михайло Григорович — 30 квітня 1998 — 12 серпня 1999;
4. Бутко Микола Петрович — 12 серпня 1999 — 13 листопада 2002;
5. Панченко Григорій Михайлович — 13 листопада — 26 грудня 2002;
6. Мельничук Валентин Васильович — 26 грудня 2002 — 21 січня 2005;
7. Атрошенко Владислав Анатолійович — 4 лютого — 12 грудня 2005;
8. Лаврик Микола Іванович — 12 грудня 2005 — 10 липня 2007;
9. Хоменко Володимир Миколайович — 10 липня - 12 жовтня 2007  в.о., з 12 жовтня 2007 — .
10. Івашко Володимир Олександрович — 3 березня 2014 — 19 вересня 2014;
11. Журман Сергій Миколайович — 19 вересня 2014 — 31 березня 2015 (в.о.);
12. Куліч Валерій Петрович — з 31 березня 2015 року[1].
13. Мисник Олександр Петрович - з 28 листопада 2018 по 11 червня 2019;[2]
14. Романова Наталія Андріївна - т.в.о., з 11 червня по 31 жовтня 2019
15. Прокопенко Андрій Леонідович - з 31 жовтня 2019 по 13 жовтня 2020
16. Коваленко Анна Миколаївна - з 13 жовтня 2020 до 4 серпня 2021
17. Чаус В'ячеслав Анатолійович — з 4 серпня 2021 року

## Голови Чернігівської обласної ради

Чернігівська обласна рада

1. Лісовенко Василь Трохимович — березень 1990 — квітень 1991
2. Лисенко Олександр Степанович — квітень 1991 — липень 1994
3. Шаповал Петро Дмитрович — липень 1994 — 10 квітня 2001
4. Ковальов Василь Олексійович — 10 квітня 2001 — 28 квітня 2006
5. Романова Наталія Андріївна — 28 квітня 2006 — 19 листопада 2010
6. Мельник Анатолій Іванович  — 19 листопада 2010 — лютий 2014
7. Звєрєв Микола Вікторович — лютий 2014 — 23 листопада 2015
8. Вдовенко Ігор Станіславович — 23 листопада 2015 — 3 грудня 2020
9. Дмитренко Олена Борисівна — з 3 грудня 2020